# Alexander Volkanovski
Alexander Volkanovski (Wollongong, Nueva Gales del Sur; 29 de septiembre de 1988) es un artista marcial mixto australiano  que actualmente compite en la categoría de peso pluma de Ultimate Fighting Championship (UFC), donde es el actual Campeón Mundial de Peso Pluma de UFC, habiéndolo obtenido en dos ocasiones y acumulado cinco defensas. Está considerado por peleadores, medios y expertos como el mejor peso pluma de la historia. Desde el 1 de julio de 2025, está en la posición #6 del ranking libra por libra de UFC.

## Primeros años
Alexander Volkanovski nació en Wollongong, Nueva Gales del Sur, Australia. Comenzó a entrenar lucha libre a temprana edad, y ganó un título cuando tenía 12 años. Cambió su enfoque para jugar en la liga de rugby de remero delantero cuando tenía 14  donde ganó la Medalla Mick Cronin de la Australia Rugby League en 2010 como jugador del Grupo 7 con la Warilla Gorillas Rugby League y ganó la Premier League con ellos en 2011.
El entrenador de Freestyle Fighting Gym, Joe López, dijo que Volkanovski, quien fue el hombre del partido en la gran final del Grupo Siete cuando Warilla venció a Gerringong, comenzó a entrenar en AMM a los 22 años y la lucha grecorromana para mantenerse en forma para la liga de rugby, donde pesaba 97 kg (214 lbs). Sin embargo, pronto se dio cuenta de que tenía una pasión por el deporte y quería llegar tan lejos como pudiera. Cambió al deporte de combate en 2012, donde luchó en la división de peso mediano mientras pesaba 210 libras antes de pasar a las divisiones de peso ligero y peso pluma.

## Carrera de artes marciales mixtas

### Carrera temprana
Volkanovski empezó su carrera como  amateur en el peso mediano con un 4–0 antes de convertirse en profesional, peleando en múltiples promociones de MMA en la región de Oceanía desde 2012 a julio de 2016, antes de firmar con UFC. Ganó el título de peso pluma de Pacific Xtreme Combat (PXC) y los títulos de peso pluma y peso ligero de Australian Fighting Championship (AFC). Volkanovski acumuló un récord de 13–1 con 10 victorias seguidas antes de firmar con UFC.

### Ultimate Fighting Championship
Volkanovski hizo su debut en la promoción contra Yusuke Kasuya el 26 de noviembre de 2016, en UFC Fight Night 101. Ganó la pelea por TKO en el segundo asalto. En la rueda de prensa tras la pelea declaró que bajaría a peso pluma en su siguiente pelea.

#### Bajada a peso pluma
Volkanovski estaba programado para enfrentar a Michel Quiñones el 19 de febrero de 2017, en UFC Fight Night 105. Sin embargo, la pelea fue cancelada luego de que Quiñones sufriera una lesión y ningún reemplazo fuera encontrado.
Volkanovski regresó a peso pluma y enfrentó a Mizuto Hirota el 11 de junio de 2017, en UFC Fight Night 110. Ganó la pelea por decisión unánime.
Volkanovski estaba programado para enfrentar a Jeremy Kennedy el 19 de noviembre de 2017, en UFC Fight Night 121. Sin embargo, Kennedy se retiró de la pelea el 5 de octubre, citando una lesión de espalda y fue reemplazado por Humberto Bandenay. En noviembre de 2017, se anunció que Bandenay se había retirado de la pelea por razones no reveladas, y fue reemplazado por Drex Zamboanga. Sin embargo, Zamboanga se retiró de la pelea por problemas de visa y fue reemplazado por el debutante Shane Young. La pelea se llevó a cabo en un peso pactado de 150 libras. Volkanovski ganó la pelea por decisión unánime.
La pelea con Kennedy fue reprogramada y se llevó a cabo el 11 de febrero de 2018, en UFC 221. Ganó la pelea por TKO en el segundo asalto.
Volkanovski enfrentó a Darren Elkins el 14 de julio de 2018, en UFC Fight Night 133. Ganó la pelea por decisión unánime.
Volkanovski enfrentó a Chad Mendes el 29 de diciembre de 2018, en UFC 232. Ganó la pelea por TKO en el segundo asalto. Esta pelea lo hizo merecedor de su primer peleador de Pelea de la Noche.
Volkanovski enfrentó al ex-Campeón Mundial de Peso Pluma de UFC José Aldo el 11 de mayo de 2019, en UFC 237. Ganó la pelea por decisión unánime.

#### Campeonato de Peso Pluma de UFC
Volkanovski enfrentó a Max Holloway por el Campeonato Mundial de Peso Pluma de UFC el 14 de diciembre de 2019, en UFC 245. Volkanovski ganó la pelea y el título por decisión unánime.
Volkanovski hizo la primera defensa de su título en una revancha contra Max Holloway el 11 de julio de 2020, en UFC 251. Ganó la pelea por decisión dividida. El resultado fue percibido de manera muy controversial por muchos medios especializados, con 18 de 27 medios especializados dándole la pelea a Holloway, además del presidente de UFC Dana White, el ex-réferi y creador del reglamento John McCarthy, y múltiples peleadores de MMA.
Volkanovski estaba programado para hacer la segunda defensa de su título contra Brian Ortega el 27 de marzo de 2021, en UFC 260. Sin embargo, la pelea fue cancelada por protocolos de COVID-19. Volkanovski luego tweeteó que había dado positivo por COVID-19.
El 2 de abril de 2021, se anunció que Brian Ortega y Volkanovski serían los coaches para el The Ultimate Fighter 29, que presentaría participantes de peso gallo y peso mediano.
Volkanovski hizo la segunda defensa de su título contra Brian Ortega el 25 de septiembre de 2021, en UFC 266 . Ganó la pelea por decisión unánime. Volkanovski recibió muchos elogios por escapar de múltiples y profundos intentos de sumisión durante la pelea. Esta pelea lo hizo merecedor de su segundo premio de Pelea de la Noche.
Volkanovski estaba programado para hacer la tercera defensa de su título contra Max Holloway en una trilogía el 5 de marzo de 2022, en UFC 272. Sin embargo, un día después del anuncio, Holloway fue obligado a retirarse de la pelea por una lesión. Holloway fue reemplazado por Chan Sung Jung y la pelea titular fue trasladada al 9 de abril de 2022 , en UFC 273. Luego de tirar a Jung múltiples veces, Volkanovski ganó la pelea por TKO en el cuarto asalto. Esta victoria lo hizo merecedor de su primer premio de Actuación de la Noche. Esta pelea lo hizo ganaro del segundo lugar del premio de Crypto.com "Fan Bonus of the Night".
La trilogía contra Holloway fue reprogramada para el 2 de julio de 2022, en UFC 276. Volkanovski ganó la pelea por una muy dominante decisión unánime, con los tres jueces puntuando la pelea con un 50-45. Esta victoria lo hizo merecedor del premio de segundo lugar de Crypto.com Fan Bonus of the Night que se pagó en bitcoin, con un valor de $20.000.

#### Primera Oportunidad por el Campeonato de Peso Ligero de UFC
Volkanovski enfrentó al Campeón Mundial de Peso Ligero de UFC Islam Makhachev el 12 de febrero de 2023, en UFC 284.  Perdió la pelea por decisión unánime. Esta pelea lo hizo merecedor de su tercer premio de Pelea de la Noche.

#### Continuación de su Reinado de Peso Pluma
Volkanosvki hizo la quinta defensa de su título de peso pluma contra Yair Rodríguez el 8 de julio de 2023, en UFC 290. Ganó la pelea por TKO en el tercer asalto.

#### Segunda Oportunidad por el Campeonato de Peso Ligero de UFC
Volkanovski enfrentó al Campeón Mundial de Peso Ligero de UFC Islam Makhachev en una revancha, el 21 de octubre de 2023, en UFC 294, reemplazando una semana antes del evento a un lesionado Charles Oliveira. Perdió la pelea por KO en el primer asalto.

#### Pérdida del Campeonato Mundial de Peso Pluma
Volkanovski enfrentó a Ilia Topuria el 17 de febrero de 2024, en UFC 298. Perdió la pelea por nocaut en el segundo asalto.

## Carrera  de boxeo profesional
Volkanovski tiene una sola pelea de boxeo, que fue una pelea de  peso superwélter que ganó por decisión unánime en cuatro asaltos contra Dillon Bargero.

## Vida personal
Volkanovski está casado y tiene dos hijas. Apareció como coach en Malaysia Invasion, un reality show de MMA amateur. Debido a su ascendencia paterna macedonia y su ascendencia materna griega, usa el apodo de "The Great" (Magno en español) en referencia a Alejandro Magno, ya que el tenía "un padre macedonio y una madre griega", como él.

## Campeonatos y logros

### Artes marciales mixtas
- Ultimate Fighting Championship
  -  Campeonato Mundial de Peso Pluma de UFC (Dos veces, actual)
    - Cinco defensas titulares exitosas

  - Pelea de la Noche (Cuatro veces) vs. Chad Mendes, Brian Ortega, Islam Makhachev y Diego Lopes[76][77]
  - Actuación de la Noche (Una vez) vs. Jung Chan-Sung[78]
  - Segundo con la racha de victorias más larga en la historia de la división de peso pluma de UFC (11)[79]
  - Segundo con la mayor cantidad de victorias titulares en la historia de la división de peso pluma de UFC (6)[79]
  - Diferencia de golpes más alta en la historia de la división de peso pluma de UFC (3.12)[79]
  - Tiempo de pelea promedio más largo en la historia de la división de peso pluma de UFC (18:00)[79]
  - Mayor cantidad de leg kicks conectadas en una pelea en la historia de la división de peso pluma de UFC (75 vs Max Holloway 1)[80]
    - Segundo con mayor cantidad de leg kicks conectadas en una pelea en la historia de la división de peso pluma de UFC (67 vs Max Holloway 2)[80]

  - Mayor cantidad de golpes de pierna totales conectados en una pelea en la historia de la división de peso pluma de UFC (81 vs José Aldo)[80]
    - Segundo con mayor cantidad de golpes de pierna totales conectados en una pelea en la historia de la división de peso pluma de UFC (75 vs Max Holloway 1)[80]
    - Tercero con mayor cantidad de golpes de pierna totales conectados en una pelea en la historia de la división de peso pluma de UFC (67 vs Max Holloway 2)[80]

  - Libra por libra #1 de UFC en 2022
- Crypto.com
  - Fan Bonus of the Night vs. Chan Sung Jung[81]
- Australian Fighting Championship
  - Campeonato de Peso Pluma de Australian Fighting Championship (Una vez)
    - Una defensa titular exitosa
- Cage Conquest
  - Campeonato de Peso Wélter de Cage Conquest
- Pacific Xtreme Combat
  - Campeonato de Peso Pluma de PXC
- Roshambo MMA
  - Campeonato de Peso Ligero de Roshambo MMA
  - Campeonato del Peso Wélter de Roshambo MMA
- Wollongong Wars
  - Campeonato de Peso Ligero de Wollongong Wars

- CombatPress.com
  - Peleador Revelación del Año 2019[82]
- World MMA Awards
  - Sorpresa del Año vs. Max Holloway en UFC 245[83]
  - Peleador de Año 2022[84]
  - Peleador Internacional del Año 2022[84]
- MMAjunkie.com
  - Pelea del Mes de septiembre de 2021 vs. Brian Ortega[85]
- ESPN
  - Pelea del Año 2021 vs. Brian Ortega[86]
- MMA Mania
  - Pelea del Año 2021 vs. Brian Ortega[87]
- MMA Sucka
  - Pelea del Año 2021 vs. Brian Ortega[88]
- BT Sport
  - Peleador del Año 2022[89]
- Cageside Press
  - Peleador del Año 2022[90]

## Récord en artes marciales mixtas
| Récord profesional | Récord profesional | Récord profesional |
| 31 peleas          | 27 victorias       | 4 derrotas         |
| ------------------ | ------------------ | ------------------ |
| Nocaut             | 13                 | 3                  |
| Sumisión           | 3                  | 0                  |
| Decisión           | 11                 | 1                  |

| Resultado | Récord | Oponente        | Método                            | Evento                                         | Fecha                    | Ronda | Tiempo | Localización          | Notas                                                                            |
| --------- | ------ | --------------- | --------------------------------- | ---------------------------------------------- | ------------------------ | ----- | ------ | --------------------- | -------------------------------------------------------------------------------- |
| Victoria  | 27–4   | Diego Lopes     | Decisión (unánime)                | UFC 314                                        | 12 de abril de 2025      | 5     | 5:00   | Miami, Florida        | Ganó el Campeonato vacante de Peso Pluma de UFC. Pelea de la Noche.              |
| Derrota   | 26–4   | Ilia Topuria    | KO (puñetazo)                     | UFC 298                                        | 17 de febrero de 2024    | 2     | 3:32   | Anaheim, California   | Perdió el Campeonato de Peso Pluma de UFC.                                       |
| Derrota   | 26–3   | Islam Makhachev | KO (patada a la cabeza y golpes)  | UFC 294                                        | 21 de octubre de 2023    | 1     | 3:06   | Abu Dabi              | Por el Campeonato de Peso Ligero de UFC.                                         |
| Victoria  | 26–2   | Yair Rodríguez  | TKO (golpes)                      | UFC 290                                        | 8 de julio de 2023       | 3     | 4:19   | Las Vegas, Nevada     | Defendió y unificó el Campeonato de Peso Pluma de UFC.                           |
| Derrota   | 25–2   | Islam Makhachev | Decisión (unánime)                | UFC 284                                        | 12 de febrero de 2023    | 5     | 5:00   | Perth                 | Por el Campeonato de Peso Ligero de UFC. Pelea de la Noche.                      |
| Victoria  | 25–1   | Max Holloway    | Decisión (unánime)                | UFC 276                                        | 2 de julio de 2022       | 5     | 5:00   | Las Vegas, Nevada     | Defendió el Campeonato de Peso Pluma de UFC.                                     |
| Victoria  | 24–1   | Chan Sung Jung  | TKO (golpes)                      | UFC 273                                        | 9 de abril de 2022       | 4     | 0:45   | Jacksonville, Florida | Defendió el Campeonato de Peso Pluma de UFC. Actuación de la Noche.              |
| Victoria  | 23–1   | Brian Ortega    | Decisión (unánime)                | UFC 266                                        | 25 de septiembre de 2021 | 5     | 5:00   | Las Vegas, Nevada     | Defendió el Campeonato de Peso Pluma de UFC. Pelea de la Noche.                  |
| Victoria  | 22–1   | Max Holloway    | Decisión (dividida)               | UFC 251                                        | 11 de julio de 2020      | 5     | 5:00   | Abu Dabi              | Defendió el Campeonato de Peso Pluma de UFC.                                     |
| Victoria  | 21–1   | Max Holloway    | Decisión (unánime)                | UFC 245                                        | 14 de diciembre de 2019  | 5     | 5:00   | Paradise, Nevada      | Ganó el Campeonato de Peso Pluma de UFC.                                         |
| Victoria  | 20–1   | José Aldo       | Decisión (unánime)                | UFC 237                                        | 11 de mayo de 2019       | 3     | 5:00   | Río de Janeiro        |                                                                                  |
| Victoria  | 19–1   | Chad Mendes     | TKO (golpes)                      | UFC 232                                        | 29 de diciembre de 2018  | 2     | 4:14   | Inglewood, California | Pelea de la Noche.                                                               |
| Victoria  | 18–1   | Darren Elkins   | Decisión (unánime)                | UFC Fight Night: dos Santos vs. Ivanov         | 14 de julio de 2018      | 3     | 5:00   | Boise, Idaho          |                                                                                  |
| Victoria  | 17–1   | Jeremy Kennedy  | TKO (golpes y codazos)            | UFC 221                                        | 11 de febrero de 2018    | 2     | 4:57   | Perth                 |                                                                                  |
| Victoria  | 16–1   | Shane Young     | Decisión (unánime)                | UFC Fight Night: Werdum vs. Tybura             | 19 de noviembre de 2017  | 3     | 5:00   | Sídney                | Pelea de peso pactado en (150 lbs).                                              |
| Victoria  | 15–1   | Mizuto Hirota   | Decisión (unánime)                | UFC Fight Night: Lewis vs. Hunt                | 11 de junio de 2017      | 3     | 5:00   | Auckland              | Regresó a peso pluma.                                                            |
| Victoria  | 14–1   | Yusuke Kasuya   | TKO (golpes)                      | UFC Fight Night: Whittaker vs. Brunson         | 26 de noviembre de 2016  | 2     | 2:06   | Melbourne             |                                                                                  |
| Victoria  | 13–1   | Jai Bradney     | TKO (golpes)                      | Wollongong Wars 4                              | 8 de julio de 2016       | 1     | N/A    | Wollongong            | Regreso a peso ligero. Ganó el Campeonato de Peso Ligero de Wollongong Wars.     |
| Victoria  | 12–1   | Jamie Mullarkey | KO (puñetazo)                     | Australian Fighting Championship 15            | 19 de mayo de 2016       | 1     | 3:23   | Melbourne             | Defendió el Campeonato de Peso Pluma de AFC.                                     |
| Victoria  | 11–1   | Yusuke Yachi    | Sumisión (triangle choke)         | Pacific Xtreme Combat 50                       | 4 de diciembre de 2015   | 4     | 3:43   | Mangilao              | Ganó el Campeonato de Peso Pluma de PXC.                                         |
| Victoria  | 10–1   | James Bishop    | TKO (golpes)                      | Australian Fighting Championship 13            | 14 de junio de 2015      | 1     | 1:39   | Melbourne             | Ganó el Campeonato de Peso Pluma de AFC.                                         |
| Victoria  | 9–1    | David Butt      | TKO (golpes)                      | Wollongong Wars 2                              | 1 de noviembre de 2014   | 2     | 1:52   | Thirroul              | Pelea en peso ligero.                                                            |
| Victoria  | 8–1    | Kyle Reyes      | Decisión (unánime)                | Pacific Xtreme Combat 45                       | 24 de octubre de 2014    | 3     | 5:00   | Mangilao              | Regreso a peso pluma.                                                            |
| Victoria  | 7–1    | Jai Bradney     | Sumisión (rear-naked choke)       | Roshambo MMA 3 – In the Cage                   | 26 de julio de 2014      | 1     | 4:58   | Chandler              | Defendió el Campeonato de Peso Ligero de Roshambo MMA.                           |
| Victoria  | 6–1    | Rodolfo Marques | KO (puñetazo)                     | Australian Fighting Championship 9             | 17 de mayo de 2014       | 1     | 3:41   | Albury                | Debut en peso pluma.                                                             |
| Victoria  | 5–1    | Greg Atzori     | Sumisión (guillotine choke)       | Roshambo MMA 2 – In the Cage                   | 1 de febrero de 2014     | 1     | N/A    | Brisbane              | Debut en peso ligero. Ganó el Campeonato Vacante de Peso Ligero de Roshambo MMA. |
| Victoria  | 4–1    | Luke Catubig    | TKO (golpes)                      | Australian Fighting Championship 7             | 14 de diciembre de 2013  | 3     | 4:39   | Melbourne             |                                                                                  |
| Derrota   | 3–1    | Corey Nelson    | TKO (patada a la cabeza y golpes) | Australian Fighting Championship 5             | 10 de mayo de 2013       | 3     | 0:13   | Melbourne             | Cuarto de final del Torneo de Peso Wélter de AFC.                                |
| Victoria  | 3–0    | Anton Zafir     | TKO (golpes)                      | Roshambo MMA 1 – In the Cage                   | 17 de abril de 2013      | 4     | 2:19   | Brisbane              | Ganó el Campeonato de Peso Wélter de Roshambo MMA.                               |
| Victoria  | 2–0    | Regan Wilson    | TKO (parada médica)               | Southern Fight Promotions – Cage Conquest 2    | 23 de febrero de 2013    | 1     | 2:49   | Nowra                 | Ganó el Campeonato de Peso Wélter de Cage Conquest.                              |
| Victoria  | 1–0    | Gerhard Voigt   | Decisión (unánime)                | Revolution Promotions – Revolution at the Roxy | 19 de mayo de 2012       | 3     | 5:00   | Sídney                | Debut en peso wélter.                                                            |

## Récord profesional en boxeo
| 1 peleas | 1 victorias | 0 derrotas |
| -------- | ----------- | ---------- |
| Decisión | 1           | 0          |

| No. | Resultado | Récord | Oponente       | Método | Ronda  | Tiempo | Fecha               | Localización                                           | Notas |
| --- | --------- | ------ | -------------- | ------ | ------ | ------ | ------------------- | ------------------------------------------------------ | ----- |
| 1   | Victoria  | 1–0    | Dillon Bargero | DU     | 4 (4), | 3:00   | 17 de abril de 2015 | Hurstville Entertainment Centre, Hurstville, Australia |       |

## Peleas en Pay-per-view
| N.º | Evento  | Pelea                         | Fecha                    | Sede                                 | Ciudad                                | Compras de PPV |
| --- | ------- | ----------------------------- | ------------------------ | ------------------------------------ | ------------------------------------- | -------------- |
| 1.  | UFC 266 | Volkanovski vs. Ortega        | 25 de septiembre de 2021 | T-Mobile Arena                       | Las Vegas, Nevada, Estados Unidos     | No revelado    |
| 2.  | UFC 273 | Volkanovski vs. Korean Zombie | 9 de abril de 2022       | Jacksonville Veterans Memorial Arena | Jacksonville, Florida, Estados Unidos | No revelado    |
| 3.  | UFC 284 | Makhachev vs. Volkanovski     | 12 de febrero de 2023    | RAC Arena                            | Perth, Australia                      | No revelado    |
| 4.  | UFC 290 | Volkanovski vs. Rodríguez     | 8 de julio de 2023       | T-Mobile Arena                       | Las Vegas, Nevada, Estados Unidos     | No revelado    |
| 5.  | UFC 294 | Makhachev vs. Volkanovski 2   | 21 de octubre de 2023    | Etihad Arena                         | Abu Dhabi, Emiratos Árabes Unidos     | No revelado    |
| 6.  | UFC 298 | Volkanovski vs. Topuria       | 17 de febrero de 2024    | Honda Center                         | Anaheim, California, Estados Unidos   | No revelado    |
| 7.  | UFC 314 | Volkanovski vs. Lopes         | 12 de abril de 2025      | Kaseya Center                        | Miami, Florida, Estados Unidos        | No revelado    |